# 말벌과
말벌과(학명: Vespidae)는 벌목 말벌상과의 하위 분류다. 말벌, 쌍살벌, 호리병벌, 땅벌 등이 여기 속한다.
말벌과에 속하는 곤충의 몸길이는 대체적으로 1~5cm 정도로 다양하다. 꿀이나 수액을 먹는 등의 초식을 할 때도 있지만 곤충을 잡아먹는 육식을 하는 경우도 있다. 장수말벌 등 상당히 공격적이고 독성이 강한 종류가 많아 주의해야 한다. 꿀벌을 잡아먹기 때문에 양봉에 해를 주지만, 해충을 잡아먹고 꽃가루를 옳겨주기 때문에 익충이라고 할 수도 있다. 주로 온대지방에 서식하며, 땅 속에 집을 짓거나 나뭇가지에 집을 짓는 등 다양한 곳에 군체를 만들어 산다. 천적으로 성충을 잡아먹는 새, 개구리, 두꺼비,  거미, 사마귀, 지네와 벌집을 공격하는 개미와 곰, 오소리, 담비, 멧돼지 등의 포유류가 있으며, 벌의 몸 속에 기생하는 부채벌레도 천적이다.

## 하위 분류
- 호리병벌아과 (Eumeninae)
- Euparagia
- 꽃가루말벌아과 (Masarinae)
- 쌍살벌아과 (Polistinae)
- Stenogastrinae
- 말벌아과 (Vespinae)